# Mona de nit de ventre gris
La mona de nit de ventre gris (Aotus lemurinus) és una petita espècie de micos del Nou Món, de la família dels aòtids. És originària de les selves tropicals i subtropicals de Sud-amèrica i Meso-amèrica. És una espècie vulnerable a causa de la caça, la captura per utilitzar-la en estudis farmacèutics i la destrucció de l'hàbitat.